# Boston Marathon 1952
De Boston Marathon 1952 werd gelopen op zaterdag 19 april 1952. Het was de 56e editie van de Boston Marathon. Aan deze wedstrijd mochten geen vrouwen deelnemen. De Guatemalaan Mateo Flores kwam als eerste over de streep in 2:31.53,2.
Het parcours is te kort gebleken. Het had namelijk niet de lengte van 42,195 km, maar 41,1 km.

## Uitslag
| rang   | naam            | land | tijd      |
| ------ | --------------- | ---- | --------- |
| Goud   | Mateo Flores    | GUA  | 2:31.53,2 |
| Zilver | Victor Dyrgall  | USA  | 2:36.40   |
| Brons  | Luis Velásquez  | GUA  | 2:40.08   |
| 4      | Thomas Jones    | USA  | 2:43.29   |
| 5      | Norman Tamamaha | USA  | 2:51.55   |
| 6      | Ted Corbitt     | USA  | 2:53.31   |
| 7      | Sevki Koru      | TUR  | 2:54.15   |
| 8      | Edo Romognoli   | USA  | 2:57.28   |
| 9      | Louis White     | USA  | 2:58.24   |
| 10     | Arnold Briggs   | USA  | 2:58.46   |

1897 ·
1898 ·
1899 ·
1900 ·
1901 ·
1902 ·
1903 ·
1904 ·
1905 ·
1906 ·
1907 ·
1908 ·
1909 ·
1910 ·
1911 ·
1912 ·
1913 ·
1914 ·
1915 ·
1916 ·
1917 ·
1918 ·
1919 ·
1920 ·
1921 ·
1922 ·
1923 ·
1924 ·
1925 ·
1926 ·
1927 ·
1928 ·
1929 ·
1930 ·
1931 ·
1932 ·
1933 ·
1934 ·
1935 ·
1936 ·
1937 ·
1938 ·
1939 ·
1940 ·
1941 ·
1942 ·
1943 ·
1944 ·
1945 ·
1946 ·
1947 ·
1948 ·
1949 ·
1950 ·
1951 ·
1952 ·
1953 ·
1954 ·
1955 ·
1956 ·
1957 ·
1958 ·
1959 ·
1960 ·
1961 ·
1962 ·
1963 ·
1964 ·
1965 ·
1966 ·
1967 ·
1968 ·
1969 ·
1970 ·
1971 ·
1972 ·
1973 ·
1974 ·
1975 ·
1976 ·
1977 ·
1978 ·
1979 ·
1980 ·
1981 ·
1982 ·
1983 ·
1984 ·
1985 ·
1986 ·
1987 ·
1988 ·
1989 ·
1990 ·
1991 ·
1992 ·
1993 ·
1994 ·
1995 ·
1996 ·
1997 ·
1998 ·
1999 ·
2000 ·
2001 ·
2002 ·
2003 ·
2004 ·
2005 ·
2006 ·
2007 ·
2008 ·
2009 ·
2010 ·
2011 ·
2012 ·
2013 ·
2014 ·
2015 ·
2016 ·
2017 ·
2018 ·
2019 ·
2020 ·
2021 ·
2022